# Это совсем не про это
«Это совсем не про это» — советский сатирический микромультфильм для взрослых. Почти весь мультипликат фильма сделан режиссёром А. Федуловым, который называл мультфильм «Фильм про корову» и считал своим настоящим дебютом. Посвящён проблеме загрязнения окружающей среды. В фильме использована музыка Жана-Филиппа Рамо.

## Сюжет
Хозяйка отправила свою корову пастись на мусорную свалку. Корова на ней стала питаться объедками и мусором, пила воду из реки, в которую сливали производственные отходы, дышала воздухом, в который выбрасывали вредные заводские газы. Хозяйка, надев противогаз, привела корову обратно домой и начала её доить. Вместо молока она надоила канистру бензина, залила его в машину и поехала по делам. А корова вслед вместо мычания испустила звук автомобильного гудка.

## Над фильмом работали
| автор сценария                  | Сергей Иванов                                                          |
| режиссёр и художник-постановщик | Александр Федулов                                                      |
| художники-мультпликаторы        | Александр Татарский, Борис Тузанович, Александр Федулов, Владлен Барбэ |
| оператор                        | Владимир Милованов                                                     |
| звукооператор                   | Сергей Кель                                                            |
| редактор                        | Любовь Стефанова                                                       |
| роли озвучивали                 | Лидия Королёва                                                         |

## Награды
- 1985 — «Золотой голубь» (высший приз) и приз ФИПРЕССИ на международном фестивале документальных и короткометражных фильмов для кино и телевидения в Лейпциге[2].
- 1986 — Первый приз VII МКФ мультипликационных фильмов Загреб'86 в категории «А».
- 1986 — Приз «Малый Полкан» на III фестивале советских мультипликационных фильмов в Рязани.

## Издание на видео
В 2000 году компания «Мастер Тэйп» и «Союз Видео» при поддержке «Гостелерадиофонда» предоставила лицензионные VHS-копии с мастер-кассеты Betacam SP целый цикл мультфильмов «Детский кинотеатр: Муми-Тролль и комета» вместе с мультфильмами «Муми-Тролль», «Нехочуха», «Фантазёр», «Герон», «Гром не грянет», «Шалтай-Болтай», «Мук-скороход» и «Очень синяя борода», и в системе PAL.